# Marie Hallynck
Marie Hallynck (Doornik, 1973) is een Belgisch celliste.
Hallynck studeerde als celliste bij Edmond Baert aan het Koninklijk Conservatorium Brussel, aan de Muziekkapel Koningin Elisabeth, bij Reine Flachot in Parijs, János Starker aan Indiana University in Bloomington in de VS en Natalia Gutman aan de Musikhochschule van Stuttgart. Ze krijgt in 1992 erkenning van de Accademia Musicale Chigiana in Siena en de Universität für Musik und Darstellende Kunst "Mozarteum" in Salzburg. Ze won de derde prijs op de Eurovision Young Musicians 1992 en was in 1996 laureate van de Franse vereniging voor jonge artiesten Association Juventus. In 2000 werd ze voor ECHO, de Vereniging van Europese concertzalen, Rising Star, in 2002 kreeg ze in België de muziekpersprijs Solist van het Jaar. 
Ze concerteerde als soliste met onder meer het Sint-Petersburgs Filharmonisch Orkest,  het Rotterdams Philharmonisch Orkest, het Amsterdams Concertgebouw Kamerorkest, het Orchestre National de Lille en het Nationaal Orkest van België. Ze trad al op in BOZAR, het Amsterdams Koninklijk Concertgebouw, de Wiener Musikverein, de Londense Wigmore Hall, het Théâtre de la Ville en de Cité de la Musique, beide in Parijs, de Berlijnse Philharmonie en de Carnegie Hall in New York. Collega's waar ze samen mee soleerde zijn Vadim Repin, Martha Argerich, José Van Dam, Janine Jansen, Misha Maisky, Renaud Capuçon en Julian Rachlin.
In haar repertoire zit ook werk van de Belgische componisten Guillaume Lekeu, Henri Vieuxtemps, Joseph Jongen, Albert Huybrechts en Dirk Brossé.
Ze was in 2006 medeoprichter van het muziekensemble Kheops, met pianist Muhiddin Dürrüoglu en klarinettist Ronald Van Spaendonck. Het ensemble brengt kamermuziek in een wisselende bezetting.
Ze is sinds 1992 docente aan het Conservatoire royal de Bruxelles. Ze was jurylid bij het concours van de ARD in september 2010 en bij de Koningin Elisabethwedstrijd voor cello in mei 2017.
Hallynck speelt op een cello uit 1717 van de hand van Matteo Goffriller.
- Bibliothèque nationale de France: cb14054261g (data)
- CiNii: DA16486182
- International Standard Name Identifier: 0000 0001 1109 4362
- Library of Congress Control Number: no2008063085
- MusicBrainz: 19f4f606-fd88-4124-b070-cc05c0097e92
- Nationale Bibliotheek van Israël: 987007322899605171
- Virtual International Authority File: 161360994
- WorldCat: E39PBJjCXhpD8MMGthTMf6txjC